# Diecezja Nicosia
Diecezja Nicosia – diecezja rzymskokatolicka we Włoszech. Powstała w 1817 z terenu diecezji Messyny i diecezji Katanii.

## Lista ordynariuszy diecezjalnych
- Gaetano Maria Avarna † (1818–1841)
  - Sede vacante (1841–1844)
- Rosario Vincenzo Benza † (1844–1847)
  - Sede vacante (1847–1851)
- Camillo Milana † (1851–1858)
- Melchiorre Lo Piccolo † (1858–1881)
- Bernardo Cozzucli † (1881–1902)
- Ferdinando Fiandaca † (1903–1912)
- Agostino Felice Addeo, O.S.A. † (1913–1942)
- Pio Giardina † (1942–1953)
- Clemente Gaddi † (1953–1962)
- Costantino Trapani, O.F.M. † (1962–1976)
- Salvatore Di Salvo † (1976–1984)
- Pio Vittorio Vigo (1985–1997)
- Salvatore Pappalardo (1998–2008)
- Salvatore Muratore, 2009–2022
- Giuseppe Schillaci (od 2022)